# Montague Roberts
Montague Roberts, né en 1882 à Pittsburgh et mort le 20 septembre 1957 à Nutley à 74 ans, domicilié à Englewood NJ., était un pilote automobile américain de courses au début du XXe siècle. Il avait acquis une formation d'ingénieur en mécanique, grâce à l'université de l'état de New York.

## Biographie
Sa carrière sportive s'étala entre 1904 et 1908.
Pilote Thomas, il obtint ses meilleures performances sur 120 hp en 1907 (année où il remporta plusieurs records de vitesse), et lors d'épreuves d'endurance avec des voitures de Tourisme de la marque en 1907 et 1908. 
Il fournit en 1903 à l'armée américaine sa toute première automobile, et il apprit la conduite automobile notamment à Franklin D. Roosevelt, ainsi qu'aux acteurs Fred Stone et Elsie Janis. 
Durant le premier conflit mondial, il se vit confier la production d'hélium pour l'US Army.

## Palmarès

### Victoires

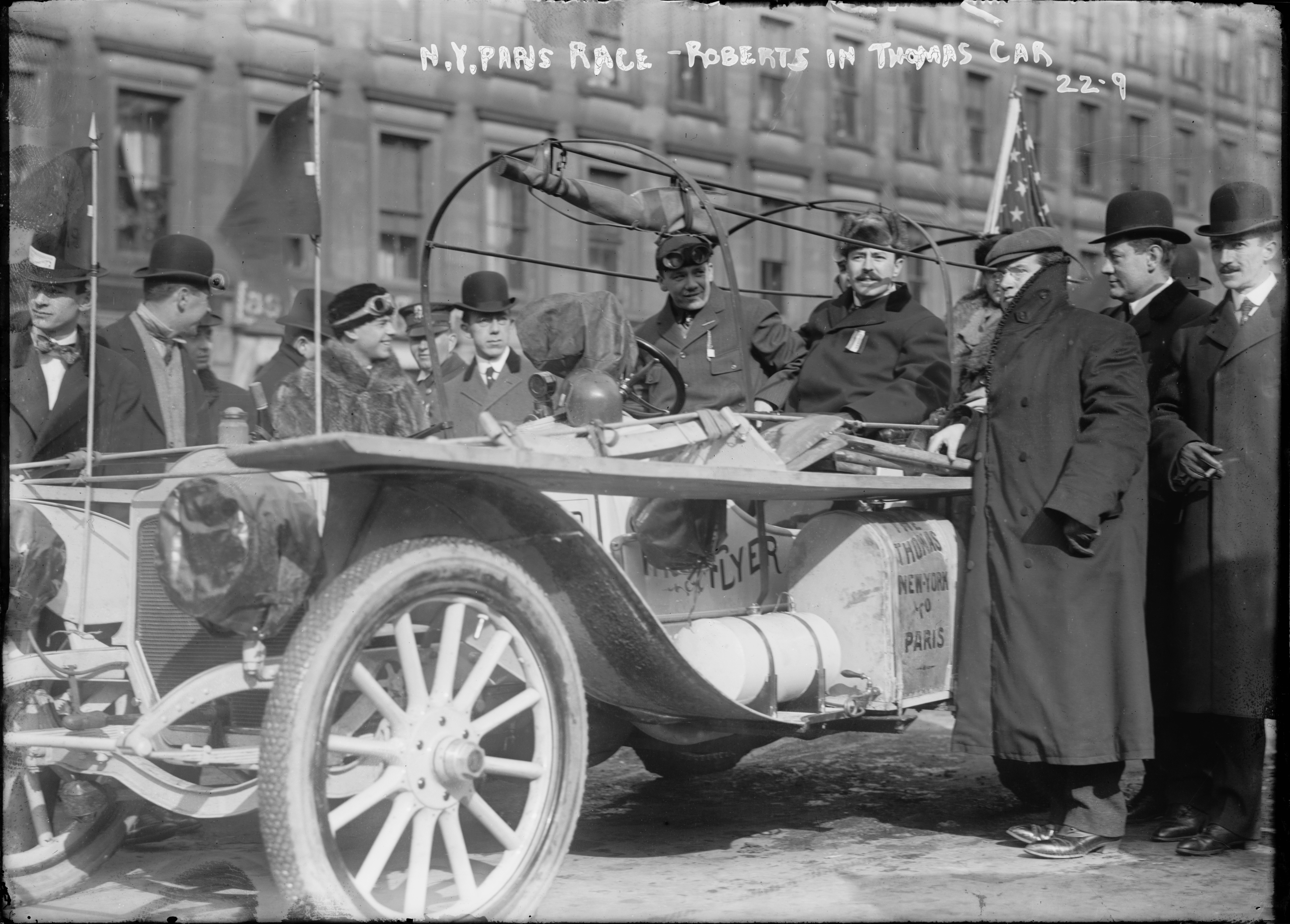
Montague Roberts, dans la Thomas Flyer américaine à Paris en 1908.

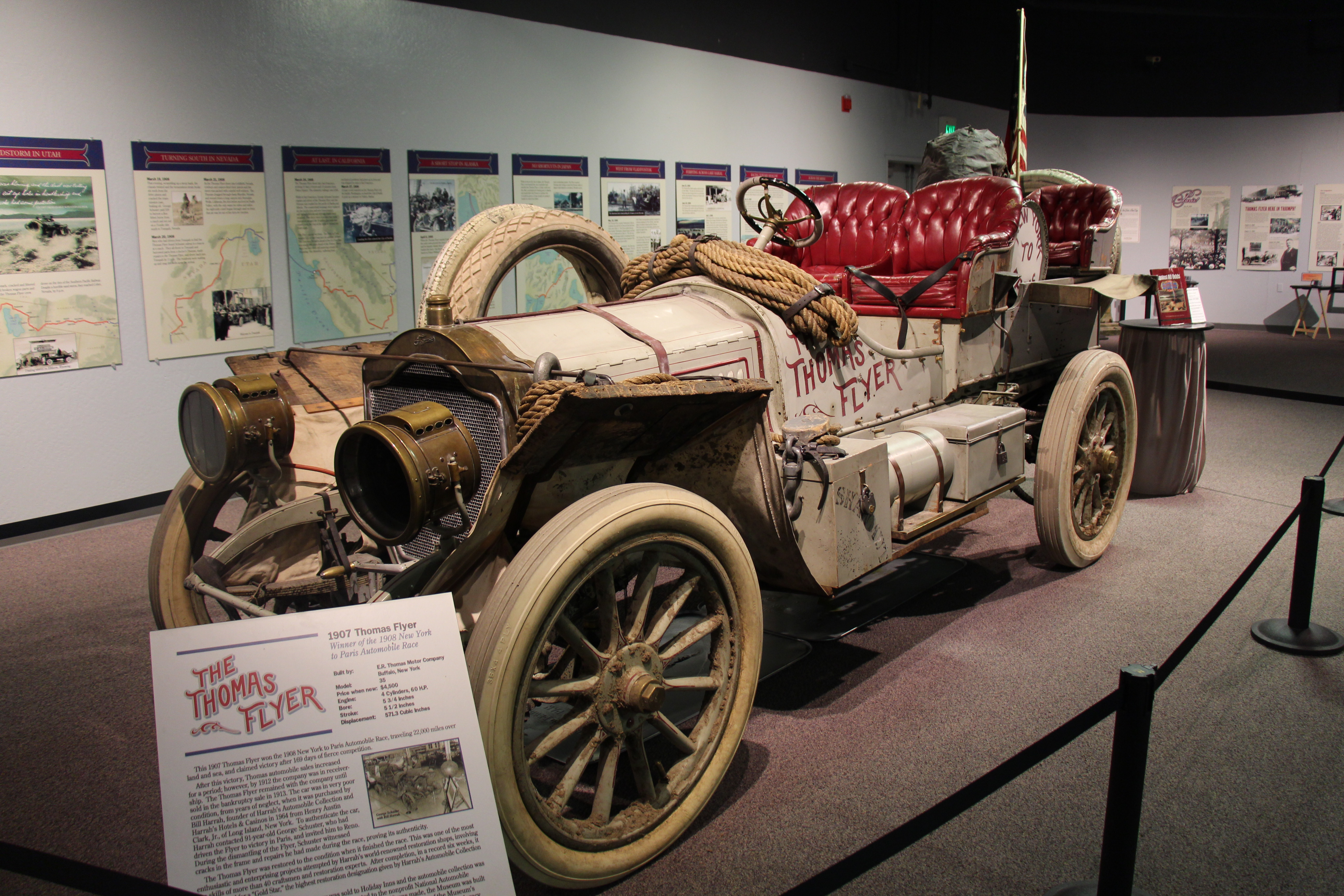
La Thomas Flyer 35 hp victorieuse du New York-Paris 1908.

- Coupe Shanley 1904 de Weequahio Park, Waverly, NJ (10 miles), sur Thomas 40 hp[3];
- 4,17 miles de Morris Park, NY. 1905, sur Thomas 40 hp[4];
- 5 miles open du Buffalo Derby de Kenilworth, Buffalo, NY. 1905, sur Thomas;
- 5 miles de Point Breeze, PA. 1905, sur Thomas Flyer;
- 1 mile de Ventnor Beach, NJ. 1906, Touring et Time Trials, sur Thomas 50 hp[5];
- 5 miles d'Empire City, Yonkers, NY 1906, Stock cars et Dealers Handicap Touring, sur Thomas 60 hp;
- 1 mile de Wildwood, NJ.1907, Free-Formula et Exhibition time trial, sur Thomas Flyer 120 hp[6];
- 1 mile de Ventnor Beach, NJ. 1907, Free-Formula, et Exhibition, et Free-Formula Stripped, sur Thomas Flyer 120 hp;
- 24 Heures de Brighton Beach 1907 (première édition, à Coney Island), avec William McIlvrid sur Thomas Flyer 4-60 hp;
- New York-Paris 1908, avec George Schuster (en) et Harold Brinker sur Thomas Flyer 35 hp 4 cylindres (seul Schuster accomplit le parcours intégralement)[7];
  - 2e des 5 miles de Charter Oak Park, Hartford, CT. 1905 sur Thomas (en AAA National Championship, derrière la Peerless "Green Dragon" d'Oldfield);
  - 3e des 24 Heures de Brighton Beach 1908, avec Winter et George Salzman, sur Thomas 72 hp;
  - 5e des Éliminatoires américaines pour la Coupe Vanderbilt 1905, sur Thomas.

### Record notable
- des 24 Heures, à Brighton Beach: 997 miles parcourus en 1907.